# Isidora Žebeljan
Isidora Žebeljan (Beograd, 27. septembar 1967 — Beograd 29. septembar 2020) bila je srpska kompozitorka, univerzitetska profesorka i akademkinja. Ona je bila istaknuta srpska kompozitorka mlađe generacije i redovna članica SANU. Osnovne i poslediplomske studije završila je na Fakultetu muzičke umetnosti u klasi  Vlastimira Trajkovića. Od 2002. godine je na istom fakultetu radila kao profesorka kompozicije na Katedri za kompoziciju. Preminula je 29. septembra 2020. u Beogradu.
Njene kompozicije obuhvataju skoro sve žanrove umetničke muzike i odlikuje ih prepoznatljivi lični kompozitorkin stil. Muzika Isidore Žebeljan je internacionalno priznata i dobila je mnoge nagrade za različita kompozitorska ostvarenja. Žebeljan i Ljubica Marić su dve srpske kompozitorke koje su tokom XX i početkom XXI veka bile najistaknutije i reprezentovane u svetskim muzičkim okvirima.

## Biografija
Otac joj je bio pesnik Petar Žebeljan, majka Bosiljka.
Isidora Žebeljan je privukla pažnju internacionalne javnosti svojom operom Zora D, koju je poručila Genesis Foundation iz Londona. Ova opera je premijerno izvedena u Amsterdamu 2003. godine, u režiji Dejvida Pauntnija i Nikole Rab. Ista produkcija je te godine otvorila pedesetu sezonu Bečke kamerne opere.
Nakon uspeha opere Zora D., Isidora Žebeljan neprekidno je dobijala porudžbine značajnih institucija i muzičkih festivala, kao što su Venecijanski bijenale (Konji Svetog Marka, iluminacija za orkestar, 2004), Festival u Bregencu (opera Maratonci, 2008; Zujte strune, za simfonijski orkestar, 2013), Dženezis Fondacija iz Londona (Pesma putnika u noći, za otvaranje izložbe Bila Vajole u Nacionalnoj galeriji u London, 2003 i Skomraška igra, za Academy of St Martin in the Fields, 2005), Univerzitet u Kentu (Polomka kvartet, 2009), Opera iz Gelzenkirhenu (opera Simon izabranik, 2009 i Nahod Simon, 2015), Holandski kamerni hor (Latum lalo, 2010), Accademia Musicale Chigiana Siena (opera Dve glave i devojka, 2012), City of London Festival (Kad je Bog stvarao Dubrovnik, 2013), Fondacija Berlinske filharmonije (Klin-čorba, 2014) itd. Komponovala je za izuzetne muzičke ansamble kao što su: Bečki simfoničari, The Academy of St. Martin in the Fields, Brodski kvartet, Oktet Berlinske filharmonije, Holandski kamerni hor i London Brass. Njene kompozicije se redovno izvode po čitavoj Evropi, Izraelu, Dalekom Istoku i u Americi, uključujući i festivale Venecijanski bijenale, Festival u Bregencu, RAI Festival Nuova Musica (Torino), Settembre musica (Milano-Torino), Settimana Musicale Senese (Sijena), Muzički festival Zapadnonemačkog Radija (WDR), ISCM-festivali (Geteborg, Vroclav), Galway Arts Festival (Irska), Ultima Festival (Oslo), City of London Festival, Swaledale Festival, Walled City Music Festival, Dulwich Music Festival (Velika Britanija), Eilat Festival (Jerusalim), Festival Nous Sons (Barselona), Festival L’ Est (Milano), Crossing Border Festival (Holandija), Kazalište Ulysses Brijuni, Muzički bijenale u Zagrebu (Hrvatska), Kotor Art (Crna Gora) i BEMUS. Muziku Isidore Žebeljan izvodili su, između ostalih, Simfonijski orkestar iz Geteborga, Simfonijski orkestar RAI Torino, Kraljevska filharmonija Galicije, Janačekova filharmonija, I Solisti Veneti, Beogradska filharmonija, Nova filharmonija Vestfalije, No Borders Orchestra, Lutoslavski kvartet, Nieuw Ensemble (Amsterdam), Zagros Ensemble (Helsinki), ansambl Sentieri selvaggi (Milano), dirigenti David Porselajn (Porcelijn), Pol Danijel (Paul Daniel), Klaudio Šimone (Claudio Scimone) Kristof Popen (Christoph Poppen), Pjer-Andre Valad (Pierre-André Valade), i solisti kao što su Štefan Dor (Stefan Dohr), solo hornista Berlinske filharmonije, klarinetisti Huan Enrik Ljuna (Joan Enric Lluna), Alesandro Karbonare (Alessandro Carbonare), violinista Danijel Roulend (Daniel Rowland) itd. Ekskluzivni izdavač njene muzike je Ricordi–Universal.
Diskografska kuća CPO iz Nemačke objavila je 2011. godine kompakt disk sa orkestarskom muzikom Isidore Žebeljan, u izvođenju Janačekove filharmonije iz Ostrave, Žebeljan orkestra iz Beograda i dirigenta Davida Porselajna (CPO 7776702), a 2015. godine kompakti disk sa kamernom muzikom za gudače, u izvođenju Brodski kvarteta, horniste Štefana Dora, klarinetiste Huana Enrika Ljune i drugih (CPO 777994-2). Diskografska kuća Oboe Classics iz Londona objavila je 2013. godine kompakt disk sa kamernom muzikom Isidore Žebeljan (11 kompozicija), u izvođenju nekoliko solista i Žebeljan orkestra (CC 2028). Kompakt diskove sa muzikom Isidore Žebeljan objavili su i Deutsche Grammophon (Konji Svetog Marka, u izvođenju No Borders Orchestra), zatim Chandos Records (Velika Britanija), Mascom records (‘Iluminacije’ i ‘Zora D’), SANU, Acousense (Nemačka) i druge diskografske kuće u Srbiji i inostranstvu.
Studirala je kompoziciju na Fakultetu muzičke umetnosti u Beogradu u klasi Vlastimira Trajkovića (student Olivijea Mesijana). Od 2002. godine ona je bila profesor kompozicije na istom fakultetu. Za svoj kompozitorski rad osvojila je nekoliko značajnih nagrada u zemlji, uključujući i Mokranjčevu nagradu 2004. godine. Dobitnik je stipendije njujorške fondacije Civitella Ranieri za 2005. godinu. Godine 2006. izabrana je za člana Srpske akademije nauka i umetnosti (od 2012. redovni član), a 2012. za člana Svetske akademije umetnosti i nauka (WAAS). Berlinski časopis Der Freitag izabrao je Isidoru Žebeljan za jednu od deset najperspektivnijih javnih ličnosti na svetu za 2009. godinu. Godine 2014, kao prva javna ličnost sa Balkana, dobila je nagradu Parlamentarne skupštine mediteranskih zemalja, za dostignuća u oblasti kulture i umetnosti.
Jeana je od najistaknutijih srpskih savremenih kompozitora muzike za pozorište i film. Do sada je komponovala muziku za više od trideset pozorišnih predstava u svim značajnim kućama u Srbiji, Norveškoj, Hrvatskoj i Crnoj Gori. Za svoj rad na tom polju tri puta joj je dodeljena Sterijina nagrada. Takođe je četiri puta dobila nagradu Yustat bijenala pozorišnog dizajna za najbolju pozorišnu muziku. Radila je na nekoliko filmskih partitura, uključujući i orkestraciju muzike Gorana Bregovića za filmove Dom za vešanje, Arizona Dream, Podzemlje (u režiji Emira Kusturice), Kraljica Margo (režija P. Šero) i The Serpent’s Kiss (režija P. Ruselo). Autor je muzike za film Miloša Radivojevića Kako su me ukrali Nemci, za koju je 2011. godine dobila nagradu za najbolju originalnu muziku na Filmskom festivalu u Sopotu, kao i nagradu srpskog FIPRESCI-ja, 2012. godine.
Aktivno je nastupala kao pijanista i dirigent, izvodeći svoju muziku, ali i muziku drugih, naročito srpskih kompozitora (Ljubice Marić, Aleksandra Obradovića, Vuka Kulenovića). Dirigovala je premijere kompozicija Dušana Radića i Vasilija Mokranjca. Posebno su značajni njeni dirigentski koncerti u Londonu (orkestar Academy of St Martin in the Fields) i Amsterdamu (u Velikoj sali Muziekgebouw aan ‘t IJ). Kao pijanista je nastupala i snimala sa Brodski kvartetom. Osnivač je Žebeljan orkestra, koji izvodi prevashodno muziku srpskih kompozitora, i koji je premijerno izveo dve opere Isidore Žebeljan – Maratonci i Dve glave i devojka –, a snimao je za diskografske kuće CPO iz Nemačke i Oboe Classics iz Velike Britanije.
Sarađivala je sa umetnicima svetske reputacije (operski režiser Dejvid Pauntni (engl. David Pountney), violinista i dirigent Kristof Popen, dirigent Loren Vajankur (fr. Lorraine Vaillancourt) i video-art umetnik Bil Viola (engl. Bill Viola)).
Suprug joj je bio Borislav Čičovački, a iz prvog braka ima sina Petra.
Preminula je 29. septembra 2020. nakon duge bolesti. Sahranjena je 3. oktobra 2020. u  Aleji zaslužnih građana na Novom groblju u Beogradu.
Skup „Sećanje na Isidoru Žebeljan” održan je 21. decembra 2021. u SANU.
U Perlezu joj je oktobra 2023. podignuto spomen-obeležje.

## Muzika

### Kompozicije

#### 2003 - 2017
- SALMO 78 (PSALM 78), za mešoviti hor, 2017.
- TRI ČUDNE LJUBAVI, koncert za violinu i kamerni orkestar, 2017.[7]
- FRULA I FLAMINGOSI, koncert za klarinet i orkestar,2016/17.
- U KRČMI, skomraška igra za obou, harmoniku, kontrabas i udaraljke, 2005/16.
- DOPLER, šumska pesma za trsku (list), obou, tubu, klavir, kontrabas i elektroniku, 2016.
- KLIN-ČORBA, nadrealistička bajka za oktet (klarinet, horna, fagot, gudački kvartet i kontrabas), 2013/15.
- NAHOD SIMON, opera sa prologom i tri čina (10 scena), 2013/15.
- LEDA, svita za engleski rog (ili saksofon), violinu, klavir (ili harmoniku), kontrabas i udaraljke, iz muzike za istoimenu pozorišnu predstavu Miroslava Krleže, 2001/15.
- SARABANDA, za klarinet, violinu i klavir, 2001/14.
- SUZE SU O. K, diptih za sopran, engleski rog, violinu, harmoniku (ili klavir) i kontrabas, iz muzike za istoimenu pozorišnu predstavu Mirjane Bobić Mojsilović, 1999/2014.
- FELISIJA, ljubavna pesma za flautu i harfu (ili klavir), 2002/14.
- ZUJTE STRUNE, pesma i igra za violinu i klavir (sa Čarobnom frulom u pozadini), 2014.
- SARABANDA, za flautu, violončelo i klavir, 2001/14.
- ČUDO U ŠARGANU, pesma za solo harmoniku, 2002/13.
- SARABANDA, za klavirski trio, 2001/13.
- ZUJTE STRUNE, metamorfoza na teme iz Mocartove opere ‘Čarobna frula’, za simfonijski orkestar, 2013.
- NOVE LADINE PESME BEZ REČI, svita za obou, engleski rog, obou d’amore (ad libitum) i harmoniku, 2006/13.
- NOVE LADINE PESME, za sopran i harmoniku, 2006/13.
- DVE PESME NEVJESTE OD VETRA, za engleski rog, (ženski glas ad libitum), harmoniku i kontrabas, 2003/13.
- NOVE LADINE PESME BEZ REČI, svita za obou, engleski rog, obou d’amore (ad libitum) i gudački orkestar, 2006/13.
- MIŠOLOVKA, diptih za engleski rog, violinu i klavir, iz muzike za istoimenu pozorišnu predstavu po Agati Kristi, 1995/2013.
- SIMON I ANA, himna, psalm i režuizans za engleski rog i klavir, 2012/13.
- IGRA DRVENIH ŠTAPOVA, za engleski rog i gudački orkestar, 2008/13.
- SARABANDA, za gudački orkestar, 2001/13. (aranžman Draško Adžić)
- KAD JE BOG STVARAO DUBROVNIK, solo pesma za mecosopran i gudački kvartet, 2012.
- DVE GLAVE I DEVOJKA, opera u jednom činu, 2012.
- SIMON I ANA, himna, psalm i režuizans za violončelo i klavir, 2012.
- SARABANDA, za violu, violončelo i harfu, 2001/12. (aranžman Saša Mirković)
- NOVE LADINE PESME, za sopran i gudački kvartet, 2006/11.
- BURA, svita iz muzike za istoimenu pozorišnu predstavu po Šekspiru, za sopran, flautu (ad libitum), obou (ad libitum), klarinet, violinu, violončelo, kontrabas, klavir i udaraljke, 2001/11.
- JEGOROV PUT, svita iz muzike za istoimenu pozorišnu predstavu, za flautu, klarinet, violinu, violu, kontrabas i klavir, 2000/11.
- LEONS I LENA, svita iz muzike za istoimenu pozorišnu predstavu Georga Bihnera, za sopran, flautu, obou, violu, klavir i udaraljke, 1998/2011.
- PROKLETA AVLIJA, diptih iz muzike za istoimenu pozorišnu predstavu po romanu Ive Andrića, za sopran, klarinet, violinu, klavir, kontrabas i recitatora (ad libitum), 1999/2011.
- EJ, DUŠO, pesma za violinu, sopran (ad libitum) i klavir, 2011.
- ISCELI, ISUSE, RANE MOJE, molitva za ženski glas i klavir, 2010.
- SIMON IZABRANIK, opera u jednom činu, 2009.
- POLOMKA KVARTET, za gudački kvartet, 2009/11.
- LATUM LALO, za mešoviti hor (12 glasova), 2008.
- IGRA DRVENIH ŠTAPOVA, za hornu i gudački orkestar (ili gudački kvintet), 2008 (2011)
- MARATONCI, opera u jednom činu (14 slika), 2007/8.
- SARABANDA, za alt-flautu, violu i harfu, 2001/7.
- DARK VELVET, in memory of Gustav Mahler, za klavir, 2006.
- NOVE LADINE PESME, za sopran i gudački orkestar, 2006.
- ČUDO U ŠARGANU, za obou i klavir (ili harmoniku), 2002/5 (2012)
- SARABANDA, za klavir, 2001/5.
- DUH IZ TIKVE, bajalica za kvintet limenih duvača, 2005.
- ARIJA STARE VIDE, iz opere Zora D, za mecosopran i harfu, 2003/5.
- SKOMRAŠKA IGRA, za kamerni orkestar, 2005.
- KONJI SVETOG MARKA, iluminacija za simfonijski orkestar, 2004.
- ČUDO U ŠARGANU, pesma za obou i violinu (ili violu), 2003.
- PESMA PUTNIKA U NOĆI, za klarinet i gudački kvartet, 2003.
- ZORA D, opera u jednom činu (7 slika), 2002/3.
- GIROTONDO, za obou, klavir, kontrabas i udaraljke, 2003.

#### 1993 - 2002
- TRI KOZJA UVETA, svita za obou, violinu i klavir (ili gudački orkestar), 2002 (2011)
- ČUDO U ŠARGANU, pesma za obou solo, 2002.
- SARABANDA, za engleski rog, violinu i klavir, 2002.
- SARABANDA, za flautu, sopran i klavir, 2001.
- RUKOVETI, pet pesama za sopran i klavir, 1999.
- RUKOVETI, pet pesama za sopran i simfonijski orkestar, 1999/2000.
- TRI KOMADA ZA SOLO GITARU, 1999.
- ARNOLFOVA PESMA, iz pozorišne muzike za Molijerovu ‘Školu za žene’, za kontratenor, violu (ad libitum), kontrabas i klavir, 1998.
- GIROTONDO, za dva saksofona, klavir, udaraljke i kontrabas, 1994.
- GIROTONDO, za alt-saksofon, klavir, kontrabas i darabuku, 1994.
- KORAL, za tri glasa i kontrabas (ili za vokalni kvartet), 1994.
- IL CIRCO, skica za klavir, 1993.

#### 1985 - 1992
- PIKARSKE SCENE-sinfonia in tre movimenti, za simfonijski orkestar, 1990/1992.
- NA DUNAVU ŠAJKA, scena za sopran, klavir, udaraljke i gudački kvartet, 1991.
- PESMA ZA BARONA MINHAUZENA, za multiinstrumentalistu, 1989.
- PEP IT UP, fantazija za sopran, klavir, udaraljke i gudački kvintet, 1988.
- UMBRA, za klavir, 1987.
- SELIŠTE, elegija za gudački orkestar, 1987.
- SLAVA, slika za ženski hor (42 glasa), 1987.
- SONATA ZA VIOLINU I KLAVIR, 1986.
- PRIČA, solo pesma za bariton (ili mecosopran) i klavir, 1986.
- GRANIČARSKA PESMA, za bariton i klavir, 1985.
- SVITA ZA KLAVIR, 1985.
- JADI JUNAKOVI, za mešoviti hor, 1985.

### Pozorišna muzika
- Erland Lu: Dopler; producija: Trøndelag Teater, Trondhajm (Norveška), 2016 – za trske, obou, engleski rog, okarine, tubu, kontrabas, bas-gitaru, ukulele, klavir, udaraljke i elektroniku. Režija: Tomi Janežič.
- Anton Pavlovič Čehov: Galeb; produkcija: Srpsko narodno pozorište, Novi Sad, 2012 – za pevače, flautu/pikolo, obou, trubu, kontrabas, udaraljke i klavir. Režija: Tomi Janežič.
- Uglješa Šajtinac: Banat; produkcija: Jugoslovensko dramsko pozorište, Beograd, 2007 – za obou, engleski rog, violinu, violončelo i klavir. Režija: Dejan Mijač.
- Tomas Bernhard: Trg heroja; produkcija: Atelje 212, Beograd, 2006 – za gudački kvartet i klavir. Režija: Dejan Mijač. (CD ‘Iluminacije’)
- Anton Pavlovič Čehov: Tri Sestre; produkcija: Narodno pozorište, Beograd, 2006 – za violinu i klavir. Režija: Vida Ognjenović.
- Piter Šefer: Amadeus; produkcija: Hrvatsko narodno kazalište “Ivan pl. Zajc”, Rijeka (Hrvatska), 2006 – za sopran i čembalo. Režija: Tomi Janežič.
- Biljana Srbljanović: Skakavci; produkcija: Jugoslovensko dramsko pozorište, Beograd, 2005 - za sopran i elektroniku. Režija: Dejan Mijač.
- Viljem Šekspir: Kralj Lir; produkcija: Atelje 212, Beograd, 2005 – za preparirani klavir. Režija: Tomi Janežič. (CD ‘Iluminacije’)
- Slobodan Šnajder: Nevjesta od vjetra; produkcija: Narodno pozorište, Beograd, 2003 – za ženski glas, engleski rog, violončelo, kontrabas i klavijature. Režija: Boris Miljković.
- Martin Krimp: Kantri; produkcija: Narodno pozorište, Beograd, 2002 – za elektroniku.
- Ljubomir Simović: Čudo u Šarganu; produkcija: Atelje 212, Beograd, 2002 – za klavir, udaraljke i kamerni orkestar. Režija: Dejan Mijač.
- Vida Ognjenović: Mileva Ajnštajn; produkcija: Narodno pozorište, Beograd, 2001 – za flautu, klarinet, violinu, violu, kontrabas i klavir. Režija: Vida Ognjenović.
- Viljem Šekspir: Bura; produkcija: Festival Budva grad-teatar (Crna Gora), 2001 – za flautu, klarinet, trubu, sopran, violinu, violončelo, kontrabas, klavijature i udaraljke. Režija: Slobodan Unkovski.
- Hugo Beti: Zločin na kozjem ostrvu; produkcija: Festival Budva grad-teatar (Crna Gora), 2001 – za elektroniku. Režija: Nebojša Bradić.
- Miroslav Krleža: Leda; produkcija: Atelje 212, Beograd, 2001 - za violinu, sopran i alt saksofon, trubu, klavir, bubnjeve i kontrabas. Režija: Dejan Mijač.
- Vida Ognjenović: Jegorov put; produkcija: Festival Budva grad-teatar (Crna Gora), 2000 - za flautu, klarinet, violinu, violu, klavir i kontrabas. Režija: Vida Ognjenović.
- Žan-Pol Sartr: Prljave ruke; produkcija: Jugoslovensko dramsko pozorište, Beograd, 2000 – za trubu, klavir, violinu, violu i violončelo
- Radoslav Pavlović: Jedanaest nedelja; produkcija: Jugoslovensko dramsko pozorište, Beograd, 2000 – tehno muzika
- Franc Ksaver Krec: Nagon; produkcija: Atelje 212, Beograd, 2000 – tehno muzika
- Anton Pavlovič Čehov: Višnjik; produkcija: Jugoslovensko dramsko pozorište, Beograd, 2000 - za klavir i gudački kvartet
- Aleksandar Dima/Stevan Koprivica: Tri musketara; produkcija: Pozorište ‘Boško Buha’, Beograd, 1999 - za flautu, trubu, violinu, gitaru, klavir, ženski glas, kontrabas i udaraljke
- Miodrag Karadžić: Samo vi ajte, a mi ćemo graktat, arlaukat; produkcija: Beogradsko dramsko pozorište, Beograd, 1999 – za violinu, harmoniku, klarinet, klavir i kontrabas
- Ivo Andrić / Nebojša Bradić: Prokleta avlija; produkcija: Narodno pozorište, Kruševac, 1999 – za ženski glas, mešoviti hor, flautu, klarinet, violinu, klavir i kontrabas
- Mirjana Bobić Mojsilović: Suze su O.K.; produkcija: Narodno pozorište, Beograd, 1999 – za ženski glas, alt saksofon, violinu, klavir i kontrabas
- Ljubivoje Ršumović: U cara Trojana kozje uši; produkcija: Pozorište “Boško Buha”, Beograd, 1999 – za ženski glas, ženski i mešoviti hor, frule, violinu, flautu, klavir, kontrabas i udaraljke
- Maksim Gorki: Filistinci; produkcija: Beogradsko dramsko pozorište, Beograd, 1998 – za gudački kvartet
- Molijer: Škola za žene; produkcija: Crnogorsko narodno pozorište, Podgorica (Crna Gora), 1998 – za muški glas, violinu, klarinet, bas klarinet, klavir i kontrabas
- Georg Bihner: Leons i Lena; produkcija: Festival Budva grad-teatar (Crna Gora) i Jugoslovensko dramsko pozorište, Beograd, 1998; – za sopran, flautu, obou, violu, klavir, kontrabas, zvona i udaraljke. Režija: Dejan Mijač
- Džeremi Brek: Oliver Tvist; produkcija: Pozorište “Boško Buha”, Beograd, 1998 – za violinu, klarinet, Es klarinet, bas klarinet, klavir i kontrabas
- Artur Miler: Svi moji sinovi; produkcija: Beogradsko dramsko pozorište, Beograd, 1998 – za klavir i gudački kvartet
- Goran Marković: Govorna mana; produkcija: Narodno pozorište, Beograd, 1997 – za trubu, klavir, kontrabas i bubnjeve
- Ričard Brinzli Šeridan: Suparnici; produkcija: Beogradsko dramsko pozorište, Beograd, 1997 – za violinu, klavir, fagot i kontrabas
- Bertolt Breht: Čovek je čovek; produkcija: Beogradsko dramsko pozorište, Beograd, 1996 – za violinu, alt saksofon, gitaru, harmoniku, klavir, bubnjeve i kontrabas
- Agata Kristi: Mišolovka; produkcija: Beogradsko dramsko pozorište, Beograd, 1995 – za violinu, alt saksofon i klavir
- Frank Wedekind: Buđenje proleća; produkcija: Narodno pozorište, Kragujevac, 1990 – za elektroniku
- Dušan Kovačević: Urnebesna tragedija; produkcija: Narodno pozorište, Šabac, 1989 – za elektroniku
- Dušan Kovačević: Profesionalac; produkcija: Narodno pozorište, Šabac, 1989 – za elektroniku
- Dubravka Ugrešić: Život je bajka; produkcija: Studentski kulturni centar, Beograd, 1987 – za elektroniku

### Filmska muzika
- Kako su me ukrali Nemci, igrani film; režija Miloš Radivojević, 2010 – za čelo i klavir
- Ne znam kada ni kako ni gde, dokumentarni film; režija Želimir Gvardiol, 1993 – za violinu, alt saksofon, klavir i kontrabas
- Velika mala matura, film; režija Mina Stanojević, 1990 – za ženski glas, električnu gitaru, klavir i udaraljke
- Marija kao ti, film; režija Mina Stanojević, 1986 – za ženski glas, električnu gitaru, klavir i udaraljke

### Diskografija
- CPO, Germany, 777994-2 (2015)

Brodsky Quartet plays Isidora Žebeljan
‘Song of a Traveller in the Night’, Chamber Music
- DEUTSCHE GRAMMOPHON, 481 107-3 (2015)

Isidora Žebeljan
The Horses of Saint Mark, iluminacije za orkestar
- UDRUŽENJE KOMPOZITORA SRBIJE (2015)

Vatrenja, Klavirski trio u srpskoj muzici
Isidora Žebeljan
- MASCOM Records, Srbija, LC 29730, CD 290 (2014)

Isidora Žebeljan
Zora D, opera u jednom činu (sedam scena)
- OBOE CLASSICS, UK, CC 2028 (2013)

Balkan Bolero
Chamber music by Isidora Žebeljan
- MASCOM Records, Srbija, LC 29730, CD 217 (2013)

Isidora Žebeljan
Iluminacije, Muzika za pozorište
- B92, Srbija, CD 116 (2008)

Isidora Žebeljan
Iluminacije, Muzika za pozorište
- SANU, Srbija (2011)

Muzika kompozitora – akademika SANU
- Muzika klasika, revija klasične muzike, broj 3 (2011)
- UDRUŽENJE KOMPOZITORA SRBIJE (2013)

Ženske priče, Srpska muzika za klavir
- Genesis Foundation, London, UK (nekomercijalno izdanje, 2002)

The Genesis Prizes for Opera
Work in Progress Presentations 2002
Isidora Žebeljan: odlomak iz opere Zora D.
- Beogradski Gudački orkestar ‘Dušan Skovran’

Antologija srpske muzike 20. veka (nekomercijalno izdanje, 2006)
CD No. 2
- Teatro Comunale di Monfalcone, Italy (2005)

Sentieri selvaggi dal vivo
Isidora Žebeljan: Na Dunavu šajka, scena za sopran, klavir, udaraljke i gudački kvartet

### Izvođenja
Muzika Isidore Žebeljan izvođena je na koncertima i festivalima u Srbiji, bivšoj Jugoslaviji, kao i u:
- Velikoj Britaniji: London – Barbikan centar (engl. Barbican Centre), Teatar  (engl. Sadler's Wells Theatre), Nacionalna galerija (engl. National Gallery), Vigmor hol (engl. Wigmore Hall), Rozal koledž muzike,
- Italiji: Rim – Opštinska galerija moderne i savremene umetnosti (ital. Galleria Comunale d'Arte Moderna e Contemporanea), Milano – Teatar  (ital. Teatro dell'Elfo), Venecija – Teatar  (ital. Teatro piccolo Arsenale), Torino – Auditorijum Radio-televizije Italije,
- Holandiji: Amsterdam – Muzički centar Ijsbreker (hol. Music Centre De Ijsbreker), Teatar Fraskati,
- Austriji – Bečka kamerna opera,
- SAD – Centar za novu muziku pri Univerzitetu u Ajovi i
- Francuskoj.

Muziku Isidore Žebeljan izvode renomirani svetski ansambli poput The Academy of St Martin in the Fields iz Londona, orkestar RAI iz Torina, London Brass, Brodsky Quartet, Nieuw Ensemble iz Amsterdama.
Ekskluzivni izdavač muzike Isidore Žebeljan je izdavačka kuća BMG Ricordi.

### Naručena dela

#### Opera „Zora D“
Opera „Zora D“ je prva srpska opera koja je svetsku premijeru imala u inostranstvu (Amsterdam, jun 2003) i prva srpska opera koja je inscenirana u inostranstvu posle 1935. godine, kada je Konjovićeva „Koštana“ postavljena u Pragu. „Zora D“ je nastala kao narudžbina Dženezis fondacije (engl. Genesis Foundation) iz Londona. U produkciji Opera Studija Holandije (hol. Opera Studio Nederland) i Bečke kamerne opere, „Zora D“ je premijerno izvedena u Amsterdamu 15. juna 2003. godine u režiji Dejvida Pauntnija i Nikole Rab, sa solistima iz Holandije i Estonije, uz učešće Novog ansambla (hol. Nieuw Ensemble) iz Amsterdama, pod upravom dirigenta Vinfrida Mačevskog (hol. Winfried Maczewski).
Operom „Zora D“, 25. oktobra 2003. godine, otvorena je jubilarna 50. sezona postojanja Bečke kamerne opere, nakon čega se ova opera nalazila na stalnom repertoaru ove kuće. Orkestrom Bečke kamerne opere dirigovao je Daniel Hojem Kavaca.
U Beogradu je opera „Zora D“ izvedena na otvaranju 36. BEMUS-a, 2. i 3. oktobra 2004. godine na sceni Jugoslovenskog dramskog pozorišta, u koprodukciji BEMUS-a i austrijsko-holandskih kamernih pozorišta sa solistima iz Holandije i Estonije, solistima Beogradske filharmonije i dirigentom Premilom Petrovićem, u režiji Dejvida Pauntnija i Nikole Rab.

#### Kompozicija „Pesma putnika u noći“
Kompozicija „Pesma putnika u noći“ prvo je muzičko delo jednog srpskog kompozitora koje je naručeno i pisano za ansambl Academy of Saint Martin in the Fields iz Londona. Ta kompozicija nalazi se na stalnom repertoaru ovog svetski renomiranog ansambla, a pisana po narudžbini Dženezis fondacije povodom otvaranja izložbe The Passions jednog od najvećih video-art umetnika danas, Bila Viole.

#### Kompozicija „Skomraška igra“
Dženeziz fondacija i Academy of Saint Martin in the Fields naručili su od Isidore Žebeljan i kompoziciju za kamerni orkestar „Skomraška igra“, koja je premijerno izvedena 3. februara 2005. u Vigmor Holu, u Londonu u izvođenju ansambla Academy of Saint Martin in the Fields pod upravom Isidore Žebeljan i premijerno u Beogradu, u maju 2005. godine sa ansamblom solista Beogradske filharmonije, takođe sa autorkom kao dirigentom.

#### Iluminacija „Konji Svetog Marka, iluminacija za simfonijski orkestar“
Po porudžbini umetničkog direktora Bijenala u Veneciji Isidora Žebeljan je komponovala delo „Konji Svetog Marka, iluminacija za simfonijski orkestar“, koje je premijerno izvedeno na Bijenalu u Veneciji 22. oktobra 2004. u izvođenju simfonijskog orkestara Friuli di Venezia Giulia, sa dirigentom Kristofom Popenom iz Nemačke.

#### Kompozicija „Duh iz tikve, bajalica za limeni duvački kvintet“
Ansambl London Bras (engl. London Brass) naručio je kompoziciju „Duh iz tikve, bajalica za limeni duvački kvintet“ koja je premijerno izvedena 1. marta 2006. godine, u koncertnoj sali Kraljevskog muzičkog koledža (engl. Royal College of Music) iz Londona.

### Pozorišna i filmska muzika
Isidora Žebeljan je, takođe, i jedan od najistaknutijih savremenih srpskih kompozitora pozorišne i filmske muzike. Do sada je komponovala muziku za preko 30 pozorišnih predstava u produkciji vodećih pozorišta u Srbiji i Crnoj Gori.

### Najznačajnije kompozicije
- opere: Zora D, Maratonci, Simon izabranik, Dve glave i devojka, Nahod Simon
- orkestarska muzika: Konji Svetog Marka, Zujte strune, Escenas picaras, Selište
- koncertantna muzika: Rukoveti, pet pesama za sopran i orkestar, Nove Ladine pesme, za sopran i gudački orkestar (ili gudački kvartet); Igra drvenih štapova, za hornu (ili engleski rog) i gudački orkestar (ili gudački kvintet), Frula i flamingosi, koncert za klarinet i orkestar
- kamerna muzika: Pesma putnika u noći, za klarinet i gudački kvartet; Polomka kvartet, za gudački kvartet; Simon i Ana, svita za violončelo (ili engleski rog) i klavir, Klin-čorba, za instrumentalni oktet
- vokalna muzika: Latum lalo, za mešoviti hor; Pep it up, fantazija za sopran i kamerni ansambl; Kada je Bog stvarao Dubrovnik, za mecosopran i gudački kvartet
- klavirska muzika: Umbra, Il Circo

## Nagrade i priznanja
- 2014.

Nagrada Parlamenta mediteranskih zemalja za vrhunska dostignuća u umetnosti u 2013. godini.
Nagrada časopisa Muzika klasika za kompozitora godine (za operu Dve glave i devojka).
- 2013.

Priznanje ‘Kapetan Miša Anastasijević’ za ‘Najženu Srbije u 2012. godini’, koje dodeljuju Media Invent, Fakultet tehničkih nauka Novi Sad, privredne komore Novog Sada i Beograda i Privredna komora Vojvodine
- 2012.

Nagrada Fipresci Udruženja filmskih kritičara Srbije za najbolju muziku, za film Kako su me ukrali Nemci, Miloša Radivojevića
Član Svetske akademije umetnosti i nauke (WAAS).
Povelja ‘Stefan Prvovenčani’ Raških duhovnih svečanosti, za trajni doprinos srpskoj kulturi.
Women of the Year u kategoriji KULTURNA IKONA časopisa The MEN The Best Shop, Beograd
Besednik i dobitnik plakete 47. Mokranjčevih dana, Negotin
Redovni član Srpske akademije nauka i umetnosti
- 2011.

Nagrada za originalnu muziku na 40. Filmskom festivalu u Sopotu, za film Kako su me ukrali Nemci, u režiji Miloša Radivojevića.
- 2010.

Beogradski dnevni list Danas proglasio je Isidoru Žebeljan ličnošću decenije u oblasti muzike.
- 2008.

Berlinski nedeljnik Der Freitag uvrstio je Isidoru Žebeljan među deset najperspektivnijih javnih ličnosti na svetu za 2009. godinu.
- 2007.

Sterijina nagrada za originalnu muziku, komponovanu za pozorišnu predstavu Skakavci Biljane Srbljanović, u produkciji Jugoslovenskog dramskog pozorišta, Beograd, 51. Sterijino pozorje, Novi Sad
- 2006.

Dopisni član Srpske akademije nauka i umetnosti postala je na izbornoj Skupštini 2. novembra 2006. i pritom najmlađi akademik.
Gorki list Creativity Award za stvaralaštvo u domenu kulture i umetnosti
- 2005.

Dobitnik stipendije Civitella Ranineri Foundation, Njujork
- 2004.

Nagrada Vlade Republike Srbije ‘Stevan Mokranjac’, za operu Zora D.
- 2002.

Velika nagrada YUSTAT, Četvrtog bijenala pozorišnog dizajna za originalnu muziku, komponovanu za pozorišnu predstavu Čudo u Šarganu Ljubomira Simovića, u produkciji Ateljea 212, Beograd
- 2001.

Nagrada iz Fonda Vasilije Mokranjac, Beograd, za kompoziciju Rukoveti, pet pesama za sopran i orkestar.
Sterijina nagrada za originalnu muziku, komponovanu za pozorišnu predstavu Jegorov put Vide Ognjenović, u produkciji Festivala ‘Budva grad-teatar’, Crna Gora, 45. Sterijino pozorje, Novi Sad
- 2000.

Velika nagrada za originalnu muziku, komponovanu za pozorišnu predstavu Tri musketara Aleksandra Dime/Stevana Koprivice
Festival pozorišta za decu, Kotor, Crna Gora
Velika nagrada YUSTAT, Trećeg bijenala pozorišnog dizajna za originalnu muziku, komponovanu za pozorišnu predstavu Leons i Lena Georga Bihnera, u produkciji Jugoslovenskog dramskog pozorišta, Beograd
- 1998.

Sterijina nagrada za originalnu muziku, komponovanu za pozorišnu predstavu Govorna mana Gorana Markovića, u produkciji Narodnog pozorišta u Beogradu, 42. Sterijino pozorje, Novi Sad
Velika nagrada YUSTAT, Drugog bijenala pozorišnog dizajna za originalnu muziku.
- 1996.

Velika nagrada YUSTAT, Prvog bijenala pozorišnog dizajna za originalnu muziku, komponovanu za pozorišnu predstavu, Čovek je čovek Bretolda Brehta, u produkciji Beogradskog dramskog pozorišta

## Literatura
- Biografija na sajtu SANU
- Isidora Žebeljan, na sajtu (језик: енглески)
- Intervju sa Isidorom Žebeljan („Glas javnosti“, 18. oktobar 2006) Архивирано на веб-сајту  (17. март 2012)

## Spoljašnje veze
- https://web.archive.org/web/20180103072429/http://www.isidorazebeljan.com/
- http://www.ricordi.it (језик: енглески)
- http://www.sorekartists.com (језик: енглески)
- http://www.genesisfoundation.com (језик: енглески)
- Moja muzika, moja istina („Politika“, 28. maj 2011)
- Želela sam da „pišem“ kao Prokofjev - intervju („Politika“, 2. oktobar 2011)
- Isidora Žebeljan: Sačuvala sam radost stvaranja („Večernje novosti“, 10. avgust 2013)
- Kako je Nahod Simon privukao Nemce („Politika“, 27. maj 2015)
- Razgovori sa akademicima - Isidora Žebeljan (Nedeljnik, 29. novembar 2016)
- „Konji Svetog Marka” na Bi-Bi-Siju („Politika”, 6. februar 2019)
- Preminula akademik Isidora Žebeljan (SANU)
- ISIDORA OTIŠLA U ĆUTANjE: Odlazak jedne od od najistaknutijih srpskih kompozitorki, njena muzika bila je simbol lepote života („Večernje novosti”, 29. septembar 2020)
- Odlazak Isidore Žebeljan („Politika”, 30. septembar 2020)
- EVO KO JE BILA PREMINULA ISIDORA ŽEBELJAN, KOMPOZITORKA SVETSKIH OKVIRA (Alo, 29. septembar 2020)
- Emotivna i žustra, uvek je birala put protiv struje („Politika”, 6. oktobar 2020)
- Festival u čast Isidore Žebeljan („Politika”, 26. septembar 2021)